# Olga Graf
Olga Borisowna Graf (ros. Ольга Борисовна Граф; ur. 15 lipca 1983 w Omsku) – rosyjska panczenistka, dwukrotna medalistka olimpijska i czterokrotna medalistka mistrzostw świata.

## Kariera
W 2013 została mistrzynią Rosji na 3000 i 5000 m.
XXII Zimowe Igrzyska Olimpijskie w Soczi w 2014 roku były pierwszymi, w których wzięła udział, zdobyła tam dwa brązowe medale. Najpierw zajęła trzecie miejsce na dystansie 3000 metrów, zdobywając pierwszy medal olimpijski dla Rosji na tych igrzyskach i ustanawiając rekord życiowy (4:03,47). Wyprzedziły ją Holenderka Ireen Wüst i Czeszka Martina Sáblíková. Jej poprzedni rekord życiowy na dystansie 3000 (4:04,29) został ustanowiony 15 listopada 2013 na torze Utah Olympic Oval w Kearns (23 km na południowy zachód od Salt Lake City). Drugi brązowy medal na tych igrzyskach zdobyła w biegu drużynowym razem z Jekatieriną Szychową, Jekatieriną Łobyszewą i Juliją Skokową. W tym samym roku zdobyła też srebrny medal na wielobojowych mistrzostwach świata w Heerenveen, rozdzielając na podium Holenderki Ireen Wüst i Yvonne Nautę.
W lutym 2016 zdobyła brązowy medal dystansowych mistrzostw świata w Kołomnie w biegu drużynowym (wspólnie z Jelizawietą Kazeliną i Natalją Woroniną), rozgrywanych w Kołomnej w Rosji (czas: 3:02,61). Na tym samych mistrzostwach zajęła 7. miejsce w biegu na 1500 m (1:56,52) i 8. miejsce w biegu na 3000 m (4:09,10). Wynik ten powtórzyła na rozgrywanych rok później dystansowych mistrzostwach świata w Gangneung rok później.

## Poza sportem
Mieszka w Kołomnej pod Moskwą, gdzie trenuje na hali Kołomna (oddanej do użytku w 2007) – jednym z najnowocześniejszych w Europie krytych torów do jazdy szybkiej na lodzie. Jest absolwentką Syberyjskiego Państwowego Uniwersytetu Kultury Fizycznej i Sportu w Omsku (ros. Сибирский государственный университет физической культуры и спорта). Przed rozpoczęciem treningów łyżwiarstwa szybkiego trenowała karate i wushu. Do zmiany dyscypliny zachęcił ją jej trener. Oprócz znajomości języka ojczystego porozumiewa się w języku angielskim i niemieckim.

## Rekordy życiowe
Najlepsze wyniki osiągnięte przez zawodniczkę prezentuje poniższa tabela.
| Dystans     | Czas    | Data       | Miejsce          |
| ----------- | ------- | ---------- | ---------------- |
| 100 metrów  | 11,50   | 02.02.2019 | Kołomna (RUS)    |
| 500 metrów  | 39,84   | 22.03.2014 | Heerenveen (HOL) |
| 1000 metrów | 1:19,79 | 16.10.2011 | Kołomna (RUS)    |
| 1500 metrów | 1:55,67 | 23.03.2014 | Heerenveen (HOL) |
| 3000 metrów | 4:01,31 | 07.11.2015 | Calgary (CAN)    |
| 5000 metrów | 6:55,77 | 19.02.2014 | Soczi (RUS)      |